# Битва при Жарнаке
Битва при Жарнаке (фр. Bataille de Jarnac) — сражение Третьей гугенотской войны во Франции, произошедшее 13 марта 1569 года между войсками католиков и гугенотов. В битве был убит один из лидеров гугенотов — принц Луи де Конде.

## Предыстория
Безвременная смерть Франциска II Валуа привела на престол Франции его брата Карла IX. Регентом при молодом короле стала его мать Екатерина Медичи, а страна оказалась во власти религиозного конфликта между католиками и протестантами-гугенотами. Герцог де Гиз с одной стороны и принц Конде и Генрих Наваррский — с другой — возглавили противоборствующие лагеря. По завершении двух гугенотских войн был заключен мир в Париже 23 марта 1568 года.
Однако мир оказался непродолжительным. Всё больше городов отказывались подчиняться королевской власти. Среди них была Ла-Рошель, которая отказалась принять гарнизон Ги Шаботта, барона де Жарнак, присланный королем для восстановления статуса местных католиков. Возрождению конфликта способствовали и карьерные амбиции лидеров группировок, в первую очередь принца Конде.
Силы сторон продолжали концентрироваться в самом сердце Франции, между Анжу, Лимузеном, Гиенью и Окситанией.

## Подготовка к битве
Екатерина Медичи рассчитывала избавиться от двух лидеров гугенотов, Конде и Гаспара де Колиньи, в 1568 году, когда они нашли убежище в укрепленной Ла-Рошели. Однако Конде удалось избежать засады, устроенной католиками у замка Нойер. Началась третья гугенотская война, а 25 августа 1568 года был опубликован манифест об отмене религиозной свободы. Генрих Анжуйский, младший брат короля, был назначен генерал-лейтенантом королевства с миссией разгрома гугенотов.
26 октября королевская армия застала врасплох провансальских гугенотов в Мансиньяке. Тем не менее, с востока во Францию вступили войска баварского герцога Вольфганга Цвайбрюкенского и Вильгельма Оранского, призванные на помощь Конде и Колиньи.

## Битва
Река Шаранта стала естественной границей между двумя армиями. 10 марта герцог Анжуйский расположился на левом берегу у Шатонёф. Королевские разведчики заметили силы гугенотов у Жарнака на правом берегу. Передовой отряд гугенотов также занял соседний город Коньяк.
В ночное время герцог Анжуйский приказал восстановить мост у Шатонёф и начал переправу на правый берег. Не ожидавший подобного маневра Колиньи попытался в течение трёх часов собрать свои разрозненные силы. Королевские войска заняли деревню Бассак. Колиньи приказал немецким наёмникам и тысяче мушкетёров во главе с д’Андело отойти к городу Трияк. Колиньи также послал приказ об отступлении коннице Конде, но он не дошёл до адресата: принц во главе трёхсот всадников оказался в самой гуще сражения. Отряд Конде был окружён со всех сторон и уничтожен, а сам принц убит выстрелом из пистолета в шею Жозефом-Франсуа де Монтескью, капитаном гвардии герцога Анжуйского.
Пехота и артиллерия гугенотов, которые не участвовали в бою, отступили в Коньяк.

## Последствия
Смерть принца Конде оказалась для гугенотов более тяжёлым ударом, чем поражение в самом сражении. Колиньи сохранил часть поля боя и, что было ещё важнее, не менее 6000 солдат, которые стали ядром новой армии.
Хотя победа при Жарнаке не стала решающей, католики, тем не менее, были довольны её исходом. После осады Орлеана в феврале 1563 года они никогда не достигали такого успеха. Кроме того, победа Генриха Анжуйского (будущий король Франции Генрих III) способствовала росту его авторитета и репутации как героя и военного гения.
В том же году, 3 октября, состоялась битва при Монконтуре, имевшая решающее значение в войне.

## Память

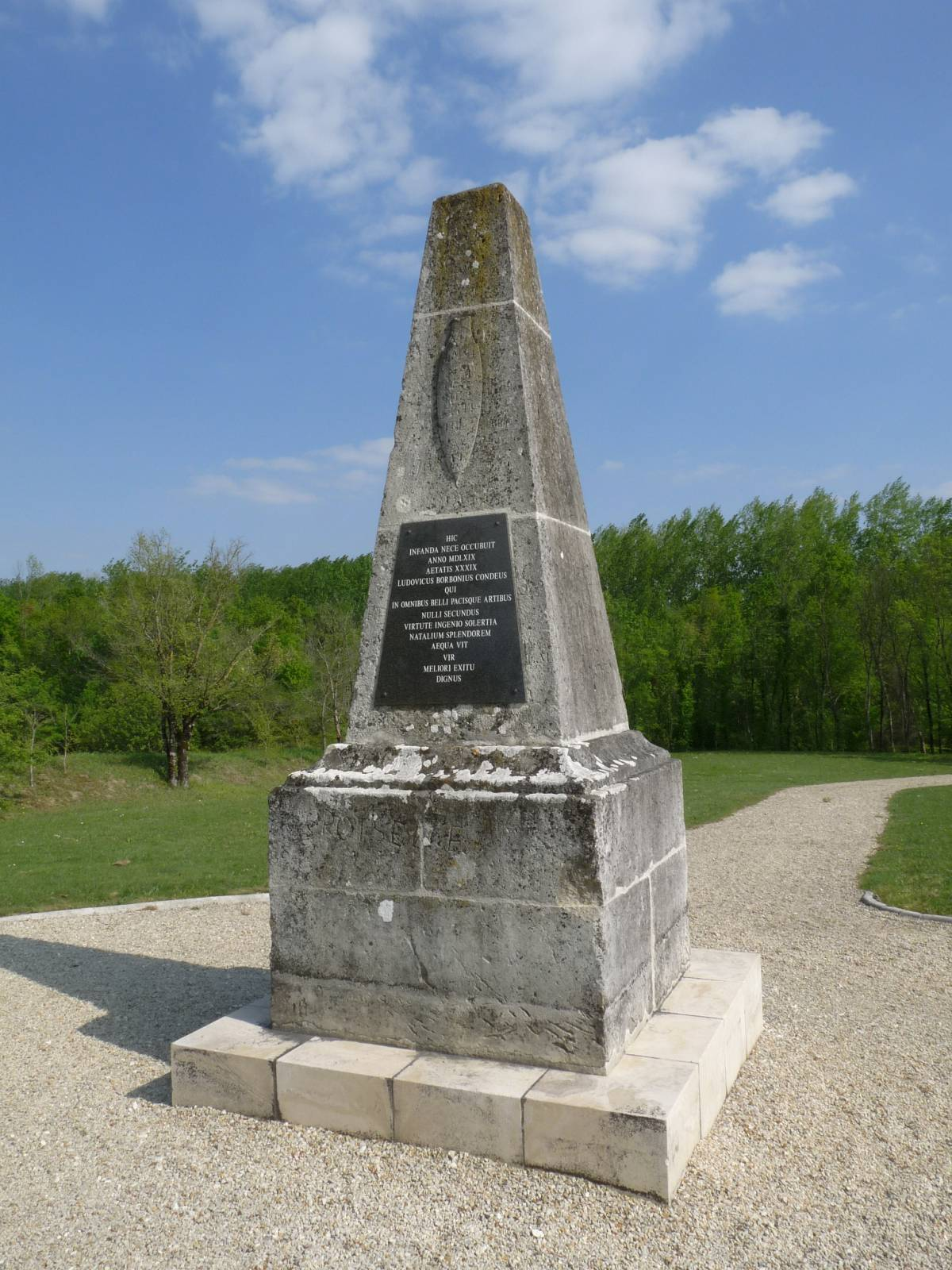
Пирамида Конде

В 1770 году граф Жарнак посетил поле битвы, где погиб Конде, и открыл памятную колонну с мемориальной доской в память о принце. Памятник был поврежден революционерами в 1793 году, но позже был восстановлен.